# Саут Портланд (Мејн)
Саут Портланд (енгл. South Portland) град је у америчкој савезној држави Мејн.

## Демографија
По попису из 2010. године број становника је 25.002, што је 1.678 (7,2%) становника више него 2000. године.
| Група             | 2000.          | 2010.          |
| Белци             | 22.194 (95,2%) | 22.505 (90,0%) |
| Афроамериканци    | 146 (0,6%)     | 517 (2,1%)     |
| Азијати           | 370 (1,6%)     | 940 (3,8%)     |
| Хиспаноамериканци | 263 (1,1%)     | 554 (2,2%)     |
| Укупно            | 23.324         | 25.002         |